# Don Siegelman
Donald Eugene "Don" Siegelman (født 24. februar 1946 i Mobile, Alabama) er en amerikansk jurist og politiker, der var den 51. guvernør i den amerikanske delstat Alabama fra 1999 til 2003. 
Siegelman tilhører det Demokratiske Parti og er det hidtil sidste medlem af det Demokratiske Parti, der har været guvernør i Alabama.